# Soviétiques

Drapeau de l’URSS

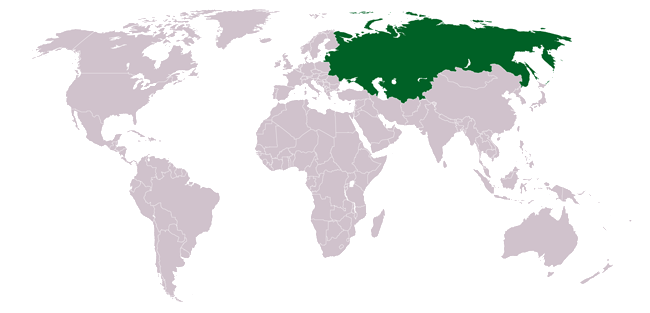
L’Union des républiques socialistes soviétiques occupait un sixième des terres émergées.

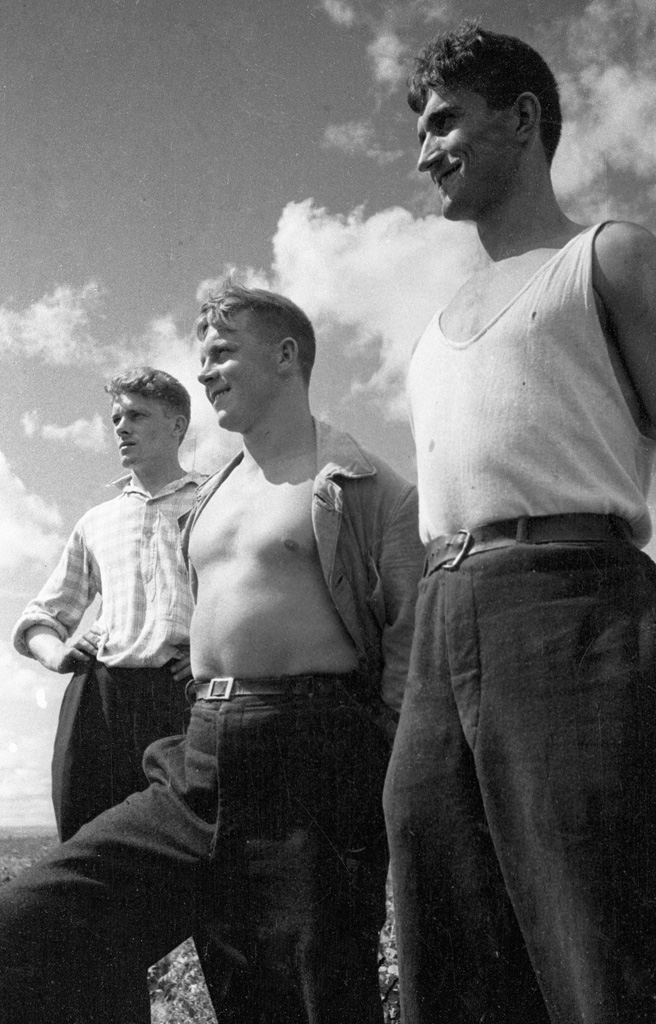
Photo prise en 1934 à Komsomolsk-sur-l'Amour, illustrant l'idéal des sovietskiïe lioudi ou Homo sovieticus.

Un Soviétique (en russe : советский человек) était un citoyen de l’Union des républiques socialistes soviétiques (URSS, créée en 1922 à partir des républiques soviétiques de ce temps et dissoute en 1991), qui fut le plus grand pays au monde par sa superficie : 22 402 200 km2.

## Métonymies
Le terme synecdoque de Soviétique vient directement du mot soviet qui désignait un « conseil » d'ouvriers, de paysans et de soldats, officiellement organe politique de base en URSS, mais cette métonymie est devenue abusive parce qu'en réalité les soviets de base ont perdu dès 1919 tout pouvoir au profit du Soviet suprême, du gouvernement bolchévik et de sa police politique. Outre cet abus de langage social et politique, la confusion entre « Russe » (personne originaire de Russie ou résidant de la République socialiste fédérative soviétique de Russie, la plus importante des républiques fédérée de l'URSS) et « Soviétique » était fréquente, comme on confond souvent « Anglais » et « Britannique », « Hollandais » et « Néerlandais ».

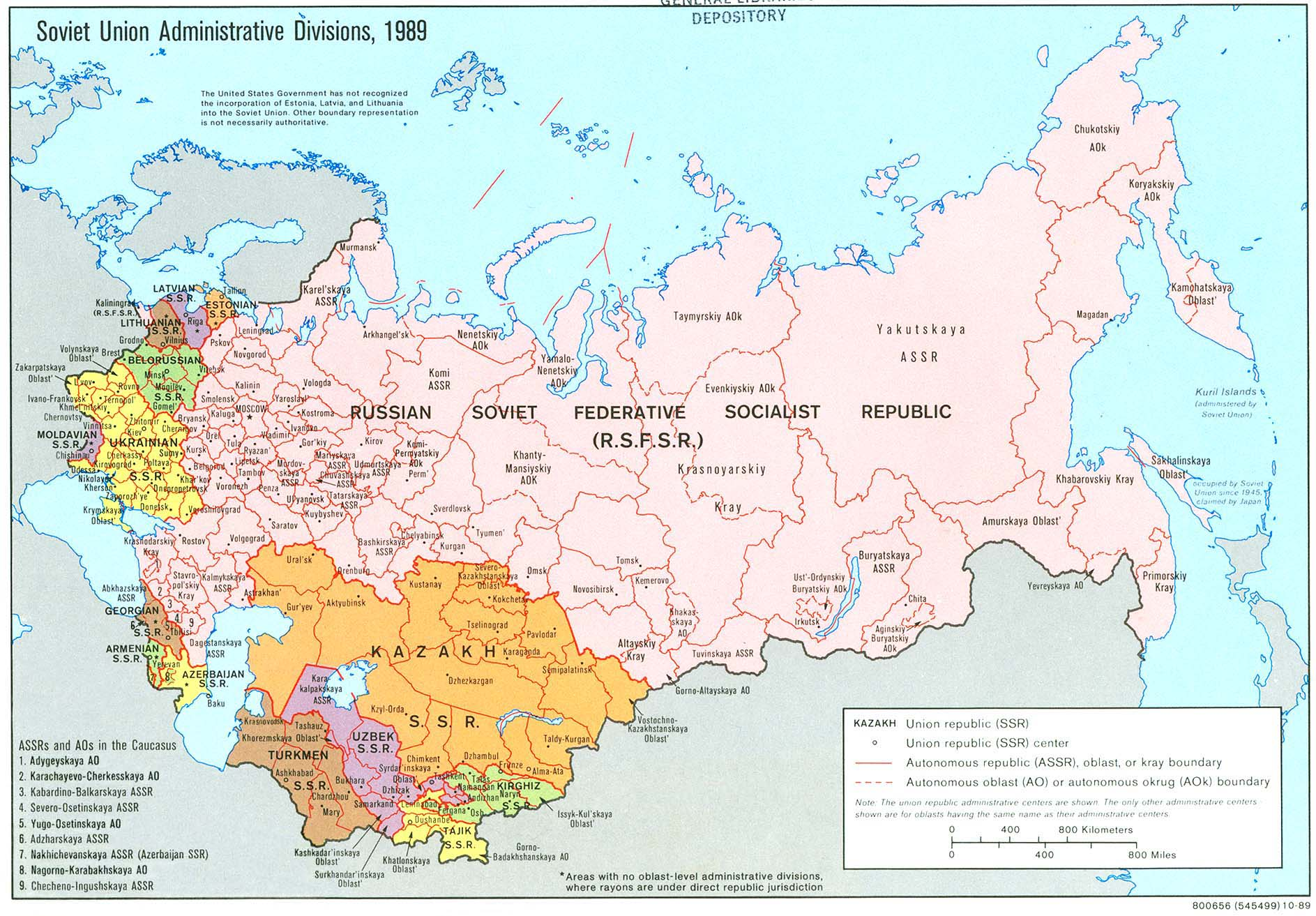
Organisation administrative de l'URSS en 1989.

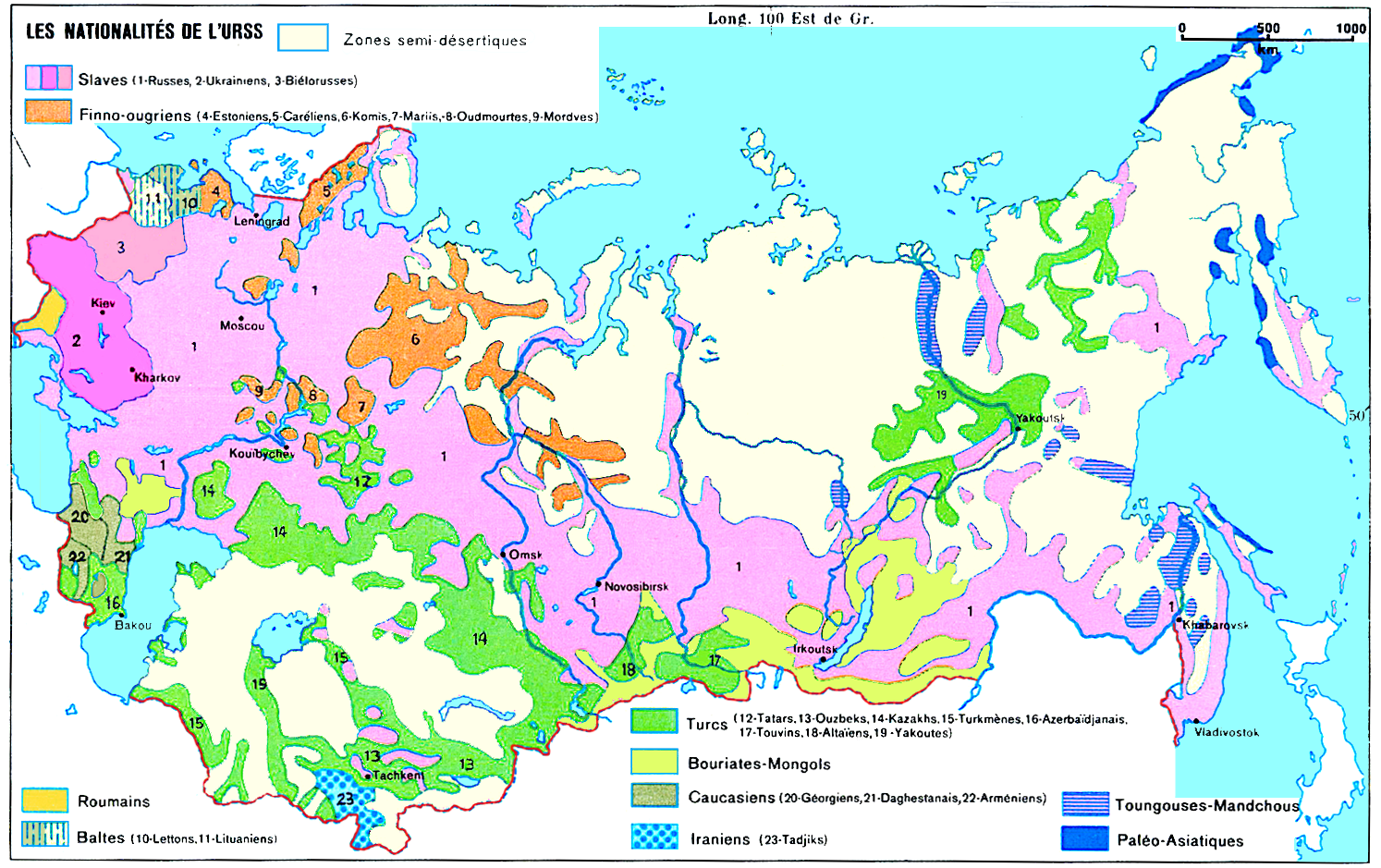
Carte simplifiée des groupes ethniques d'Union soviétique, d'après celles des Atlas scolaires soviétiques : en rose le groupe slave majoritaire.

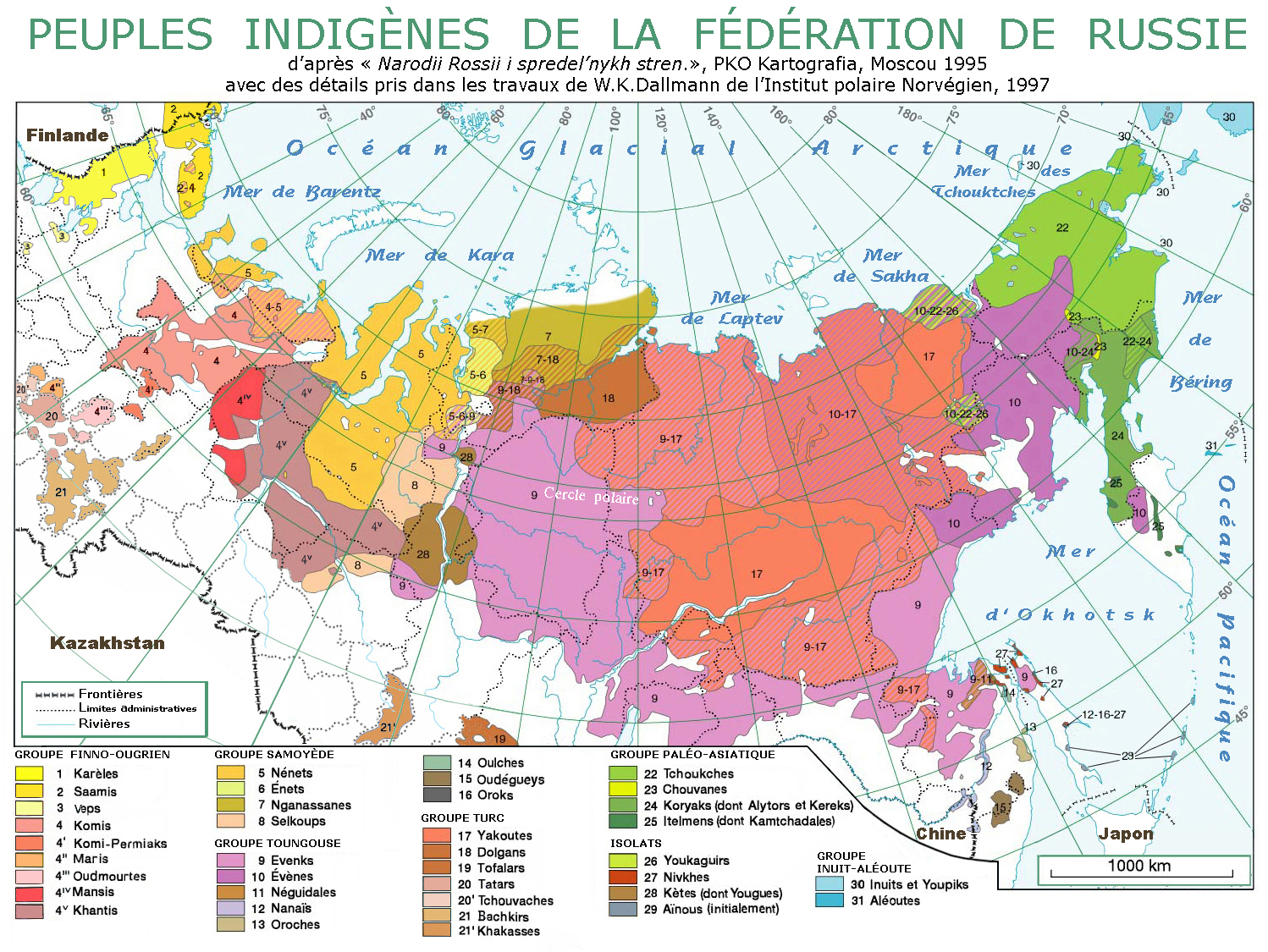
Peuples autochtones d'URSS.

## Présentation
L'URSS était un État multi-ethnique dont les trois constitutions successives distinguaient la « citoyenneté soviétique » (гражданство, grajdanstvo) appliquée selon le droit du sol à tous les habitants, de la « nationalité » (Национальность, natsionalnost’) appliquée selon le droit du sang à certains citoyens seulement et mentionnée sur la carte d'identité en 5e position, si bien que l'expression « 5e point » est devenue un synonyme courant pour désigner l'origine ethnique d'un citoyen,.
Mais hors de l'URSS, la confusion entre Russes et Soviétiques (parallèle à la confusion Anglais et Britanniques, ne distinguant pas les Irlandais, les Gallois et les Écossais) a souvent occulté le fait que les Russes n'étaient que l'une des 136 « nationalités définies » parmi les citoyens soviétiques.
Le nombre total des Soviétiques (советские люди Sovietsiïé lioudi soit citoyens de l'URSS, précision figurant sur les documents d'identité à la rubrique гражданство grajdanstvo : « citoyenneté » selon le droit du sol) était estimé à 288 millions en 1990, soit un peu plus que la population des États-Unis à la même époque (253 millions en 1990).

## Le «peuple soviétique» comme concept politique
Afin de créer une culture et un « peuple soviétique » (советский народ), la propagande officielle communiste prônait l’« amitié indéfectible des peuples » et la « solidarité pansoviétique » dans la « plurinationalité institutionnalisée ». Dans la pratique quotidienne, c’était un processus de russification forcée appelé « rapprochement-fusion » (сближение–слияние, sblijenié-sliyanié), et la langue russe commune, langue véhiculaire de l'Union, ainsi que la prépondérance de la culture russe diffusée notamment par l’enseignement, donnaient aux peuples minoritaires, surtout ceux qui n’étaient pas slaves et qui avaient déjà des identités historiques avant d’être intégrés de force dans l’URSS, le sentiment que les structures fédérales qui leur étaient dédiées n’étaient pas conçues « pour eux » mais « contre eux ».
Cela suscitait un certain degré d’animosité inter-ethnique, entre autres à cause de la prédominance des Russes sur l’appareil de l’État fédéral, mais aussi dans les instances dirigeantes des républiques soviétiques non russes. De plus, les frontières entre les différentes subdivisions territoriales de l'Union soviétique étaient souvent arbitraires : à titre d’exemple, le Haut-Karabagh, peuplé d’Arméniens, n’était pas rattaché à l’Arménie toute proche (comme le Nakhitchevan azéri était rattaché à l’Azerbaïdjan), mais appartenait à l’Azerbaïdjan. Ces tracés arbitraires furent, lors de la dislocation de l'URSS, source de nombreux conflits post-soviétiques,. 
Selon le recensement russe de 2010, 27 000 personnes s’identifiaient encore, vingt ans après la dislocation de l'URSS, comme « membres du peuple soviétique », ce qui est l’une des formes de la nostalgie de l’URSS,.

## Religions
L’appartenance à une confession était peu visible du temps de l’URSS, en raison de la politique anti-religieuse soviétique et de l’athéisme promu par l’état communiste.

## En langue russe
En russe (transcription suivie de l’original en cyrillique) :
- sovietskiï tchieloviek (советский человек) : être humain Soviétique (m/f singulier) ;
- sovietskiïe lioudi (советские люди) : personnes Soviétiques (m/f pluriel) ;
- sovietskiï (советский) : soviétique (m singulier) ;
- sovietskaïa (советская) : soviétique (f singulier) ;
- sovietskiïe (советские) : soviétiques (m ou f pluriel) ;
- sovietskiï narod (советский народ) : peuple soviétique ;
- sovietskiï grajdanstvo (советский гражданство) : citoyen soviétique ;
- sovietskiïe natsionalnosti (советский национальность) : nationalités (ethnies) soviétiques ;
- tcheloviek (человек) : être humain ;
- lioudi (люди) : personnes.